# Serényfalva
Serényfalva (korábban: Málé, Serényimál majd Serényifalva) község Borsod-Abaúj-Zemplén vármegye Putnoki járásában.

## Fekvése
A Putnoki-dombságban, a Keleméri-patak völgyében fekszik, nem messze a szlovák határtól. Ózdtól 15 kilométer, Miskolctól 42 kilométer választja el.

### Megközelítése
Legfontosabb közúti megközelítési útvonala a 26-os főút, mely kelet-nyugati irányban halad el belterületének déli széle mellett; a tőle északra fekvő településekkel, Kelemérrel és Zádorfalvával a 2601-es út köti össze. Külterületeit északon érinti még a Putnok-Kelemér közti 2602-es út is.
A hazai vasútvonalak közül a Miskolc–Bánréve–Ózd-vasútvonal érinti, melynek a határai között egy megállási pontja van: Pogonyipuszta megállóhely, mely a déli határszéle közelében található (fizikailag jóval közelebb a névadójához, Hét község Pogonypuszta-Soldostelep településrészéhez). A megálló közúti elérését a 26-os főútból kiágazó 25 125-ös számú mellékút teszi lehetővé. Ugyancsak Serényfalva külterületei között helyezkedik el a vasút Bánrévei Vízmű megállóhelye is.

## Története
A települést először a 13. század elején említik a krónikák. Ekkor a Hanva nemzetség birtokolta, elsősorban pásztorkodásra használta majd a jelenlegi község területe Málé néven királyi tulajdon lett. A nemzetség megtarthatta a lőrisfalvai, illetve a miklósfalvi területeit. Málé  fejlődése a Putnoky család idejében, az 1300-as évek első felében indult meg.
1427-ben a pápai tizedszedők 41 telket említenek, de a török betörések, az ezzel kapcsolatos háborúk miatt a település 1566-ra fokozatosan elnéptelenedett. 1570-ben habár felépítenek néhány házat, 1680-ra a település teljesen visszafejlődött, lakatlan lett. Az új tulajdonosoknak, a Serényieknek újra kellett telepíteni a falut, ezt Trencsén vármegyei birtokukról idevándorlókkal oldották meg. Azóta a lakosság folyamatosan gyarapszik.
Az 1930-as évektől a község területéhez tartozott Pogonyipuszta és Lódombpuszta is, és ekkor már a Putnoki járáshoz tartozott. A legnagyobb földbirtokos gróf Serényi Béla volt, de a talaj nagy részét alkotó agyagos üledék adta előnyöket kihasználva már működött a máig is termelő téglagyár is.
A 20. század elejétől a lakosság az iparban, a téglagyárban dolgozott, a mezőgazdaságból viszonylag kevesen élnek. A művelésre alkalmas terület nagy részét a Bábolnai Mezőgazdasági Rt. műveli. A határ egy részét erdő borítja, de erdőgazdálkodással csak kevesen foglalkoznak.
2004-ben a község elnyerte a "Virágos Falu" címet.

## Közélete

### Polgármesterei
- 1990–1994: Szerna Csaba (független)[3]
- 1994–1998: Szerna Csaba (független)[4]
- 1998–2002: Szerna Csaba (független)[5]
- 2002–2006: Szerna Csaba (független)[6]
- 2006–2010: Szerna Csaba (független)[7]
- 2010–2014: Szerna Csaba (független)[8]
- 2014–2019: Szerna Csaba Géza (független)[9]
- 2019–2021: Szerna Csaba (független)[10]
- 2022–2024: Gáthyné dr. Szerna Ágota (független)[11]
- 2024– : Gáthyné dr. Szerna Ágota (független)[1]

A településen 2022. július 10-én időközi polgármester-választást kellett tartani, mert a korábbi faluvezető 2021. november 7-én, 31 év polgármesterség után, méltósággal viselt betegsége folytán elhunyt. A két időpont közti, aránylag nagy időtávot a koronavírus-járvány miatt elrendelt korlátozások okozták, a járványhelyzet fennállásának idején ugyanis nem lehetett választásokat tartani Magyarországon. Ebben a több mint fél évben a települést ügyvezetőként a korábbi alpolgármester vezethette.
A választás érdekessége volt, hogy az egyik, munkáspárti polgármesterjelölt 0 szavazatot kapott.

## Itt született
- Bagyal József, (1938–2021) a Hadirokkantak, Hadiözvegyek és Hadiárvák Országos Nemzeti Szövetségének (HONSZ) elnökhelyettese, területi elnöke, költő.

## Népesség
A település népességének változása:
| Lakosok száma | 1020 | 1004 | 983  | 923  | 911  | 895  | 890  |
|               | 2013 | 2014 | 2015 | 2021 | 2022 | 2023 | 2024 |

A 2001-es népszámláláskor a település lakosságának 99%-a magyar, 1%-a cigány nemzetiségűnek vallotta magát.
A 2011-es népszámlálás során a lakosok 85,9%-a magyarnak, 5,7% cigánynak, 0,3% németnek, 0,3% szlováknak mondta magát (13,2% nem nyilatkozott; a kettős identitások miatt a végösszeg nagyobb lehet 100%-nál). A vallási megoszlás a következő volt: római katolikus 44,3%, református 21,6%, görögkatolikus 1,7%, evangélikus 0,3%, felekezeten kívüli 8,1% (18,8% nem válaszolt).
2022-ben a lakosság 91,1%-a vallotta magát magyarnak, 9,1% cigánynak, 0,8% szlováknak, 0,4% németnek, 1% egyéb, nem hazai nemzetiségűnek (8,8% nem nyilatkozott; a kettős identitások miatt a végösszeg nagyobb lehet 100%-nál). Vallásuk szerint 33,9% volt római katolikus, 17,6% református, 1% görög katolikus, 2,2% egyéb keresztény, 0,5% evangélikus, 10% felekezeten kívüli (33,8% nem válaszolt).

## Elnevezésének változásai
A falu neve a 20. század folyamán többször változott. 1928-ig Málé volt az elnevezése, majd Serényimál, 1929-től pedig Serényifalva lett, végül 1957-ben kapta a község a ma is érvényes Serényfalva nevet.

## Nevezetességei

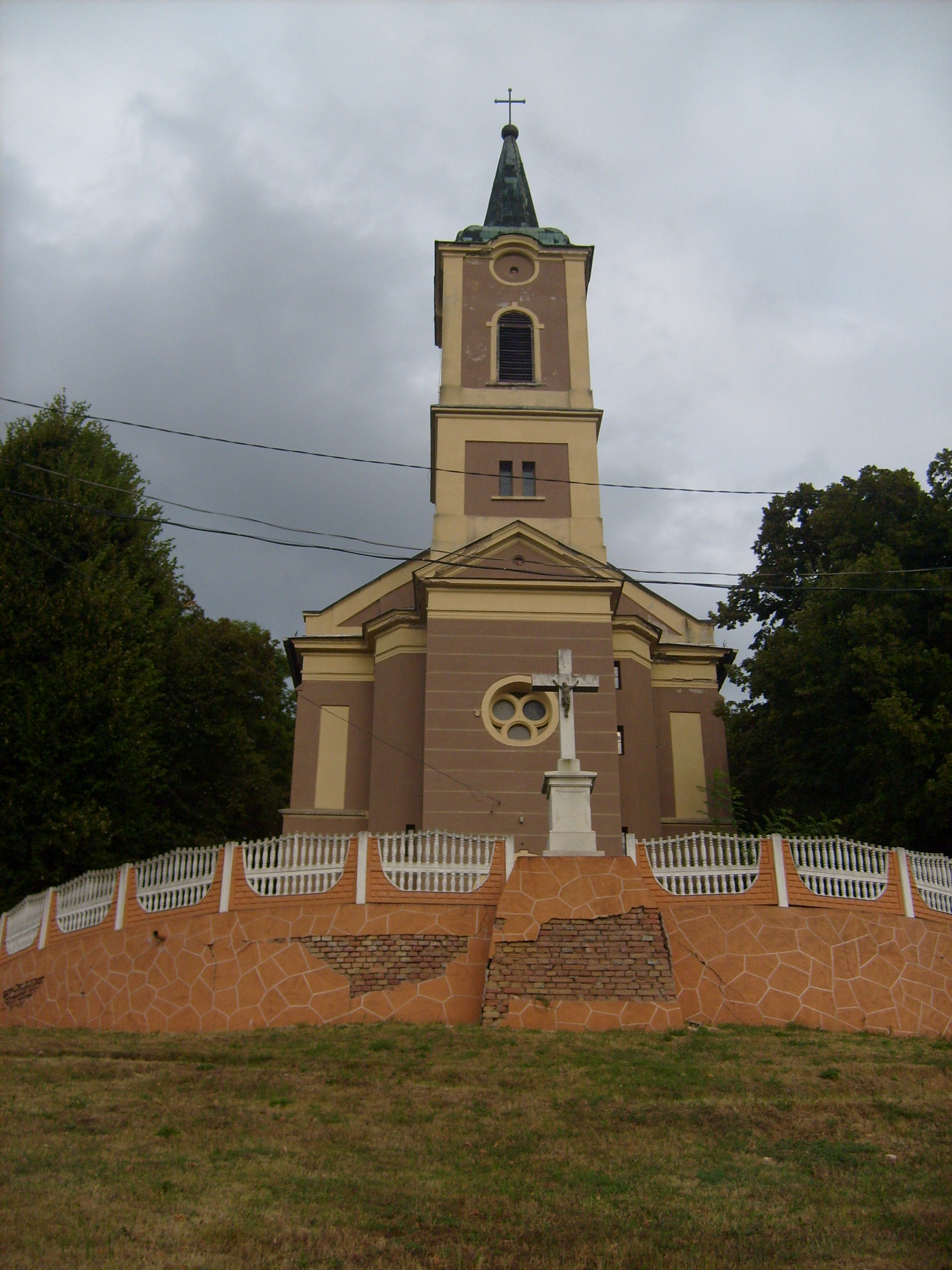
A római katolikus templom

- Római katolikus templom: a 18. században épült, barokk stílusú.
- Nepomuki Szent János-szobor.
- Millenniumi emlékmű.
- A felújított polgármesteri hivatal.
- Református templom.

Mindenütt pormentesek az utak, van vezetékes ivóvíz, gáz- és telefonvezeték is. Az önkormányzat vendégházában szállást is talál a turista, és szép kirándulásokat tehet a környékre. Jelentős vadállomány van a környékbeli erdőkben.

## Településfejlettségi mutatók
Lakások száma: 332 db
Vezetékes ivóvízzel ellátott lakások aránya: 75%
Vezetékes gázzal ellátott lakások aránya: 70%
Burkolt, portalanított utak aránya: 100%
Kábeltelevíziós hálózat: van